# عزيز مرقة
عزيز مرقة (مواليد 22 يونيو 1983) هو ملحن ومغني وفنان ومنتج أردني. ابتكر أسلوبًا موسيقيًا يسمى "راز"، وهو مزيج عربي من الروك والجاز نال اهتمامًا إقليميًا. كما أصدر أعمال غنية باسم عزيز مرقة وراز، بما في ذلك ألبوم Master Copy.

## بداياته
وُلِد مرقة في تونس لأب فلسطيني أردني وأم لبنانية. وبدعم من والديه، بدأ العزف على لوحة المفاتيح لفرقة مدرسته. وفي سن الثانية عشرة، فاز بمسابقة وطنية للتأليف الموسيقي الأصلي على لوحة المفاتيح. وبعد انتقاله إلى الأردن وحضور مدرسة الموسيقى في عمان، حصل على منحة دراسية لبرنامج PLUS للدراسة في الولايات المتحدة. كتب أول أغنية ناجحة له، "بنت الناس"، كجزء من مشروع تخرجه، إلى جانب العديد من الأغاني الأخرى من ألبومه الأول الذي يحمل اسمه. وقد وزعت شركة التسجيلات اللبنانية Ekaa هذا الألبوم لاحقًا في عام 2008.

## مشواره الفني
بدأ عزيز مرقة مسيرته الفنية عام 2006 فقام بإنشاء ما يعرف بموسيقى «الراز - RAZZ» حيث دمج بين موسيقى الروك والموسقى العربية والجاز، ونظرًا لاختلاف أغانيه عن البقية، واجه مرقة نوع من الرفض لها ببداية مشواره الفني فكان التحدي هو أن يستمر عزيز في الطرح حتى تصل رسالته لمستهدفيها بالرغم من تمرده على مواضيع الاغاني المنتشرة في ذلك الوقت واختياره لمواضيع أغانيه المختلفة بشكلِِ منفرد بالإضافة لـتمرده عن الكلمات المعتادة وقيامه بتأليف كلمات أغنايه لنفسه والتي كانت - كلمات أغانيه - نتاج رؤية أو تجربة شخصية يقوم بتحويلها لعمل فني.

### محاكاة الواقع الافتراضي ثلاثي الأبعاد
بدأ عزيز العمل لإطلاق أول ألبوم VR بالعالم العربي الذي يعتمد على تقديم جميع أغانيه بشكل مصور عبر تقنية النظارات ثلاثية الأبعاد بدلاً من طرحها على هيئة CD تقليدي، ويضم الألبوم 6 أغاني معروفة مثل «بنت قوية» و «سمعتك» و «ياباي» بعد إعادة توزيعها بشكل موسيقي أكوستيك معتمدا على الجيتار والكمان والبيانو والتشيلو.
تم تصوير جميع أغنيات الألبوم داخل ستوديو بالطابق الـ50 في مدينة دالاس بولاية تكساس الأميركية.

## أبرز أعماله
عُرف مرقة من أغنيته "رجعوني على عَمان" التي أطلقها أثناء دراسته للموسيقى في الولايات المتحدة الأميركية، كما غنّى نشيد السلام الملكي الأردني على طريقة الراز. من أهم أعماله أغنية "مين قلك"، وأغنية "العطوة"، وأغنية "آه يا حلوه"، وأغنية "بنت قوية"، وأغنية "هـيّ"، وأغنية "ياباي" وأغنية "بنت الناس"، وأغنية "نفس الناس"، وأغنية "سمعتك، وأغنية "واقف" التي استخدم فيها الكلمات الأردنية البسيطة ذات المعان المؤثرة، أنتجت هذه الأغنية بمشاركة شركة "orange jordan" وشركة "المركزية تويوتا" بهدف عمل حملة تدعو لنبذ ظاهرة التنمر وعادة التسلط، واسم الاغنية "واقف" يعني الترفع عن المشاعر السلبية التي قد يشعر بها الشخص بسبب تعرضه للتنمر.

## الحفلات
بدأ مرقة بالمشاركة في عدة حفلات أخرى كحفلات الأعراس والخطب وغيره. حتى خاض تجربة BAB وتزامن هذا الأمر مع مشاركته بحفلات ريدبول في الشارع بمصر وأيضاً إقامته لعدة حفلات خاصة به منها حفلة (بوليفارد) العبدلي لا سيما حفلتي ساقية الصاوي وحفلة الـ music box وغيرهم من الحفلات التي أقيمت بـمصر والأردن. وحفلة Yalla Amman.

## الحياة الشخصية
«عزيز مرقة» متزوج ولديه ولد اسمه زيد ، وقد قال عزيز في هذا: «أنا متزوج، ولدي طفل اسمه زيد، ونعيش في الولايات المتحدة الأمريكية، وأعتبر العائلة جزءًا أساسياً من حياتي، ولا يمكن أن أستغني عنها، وهي الأرضية التي تبني عليها حياتك».

## وصلات خارجية
- عزيز مرقة على موقع ميوزك برينز (الإنجليزية)